# Andrea Giovi

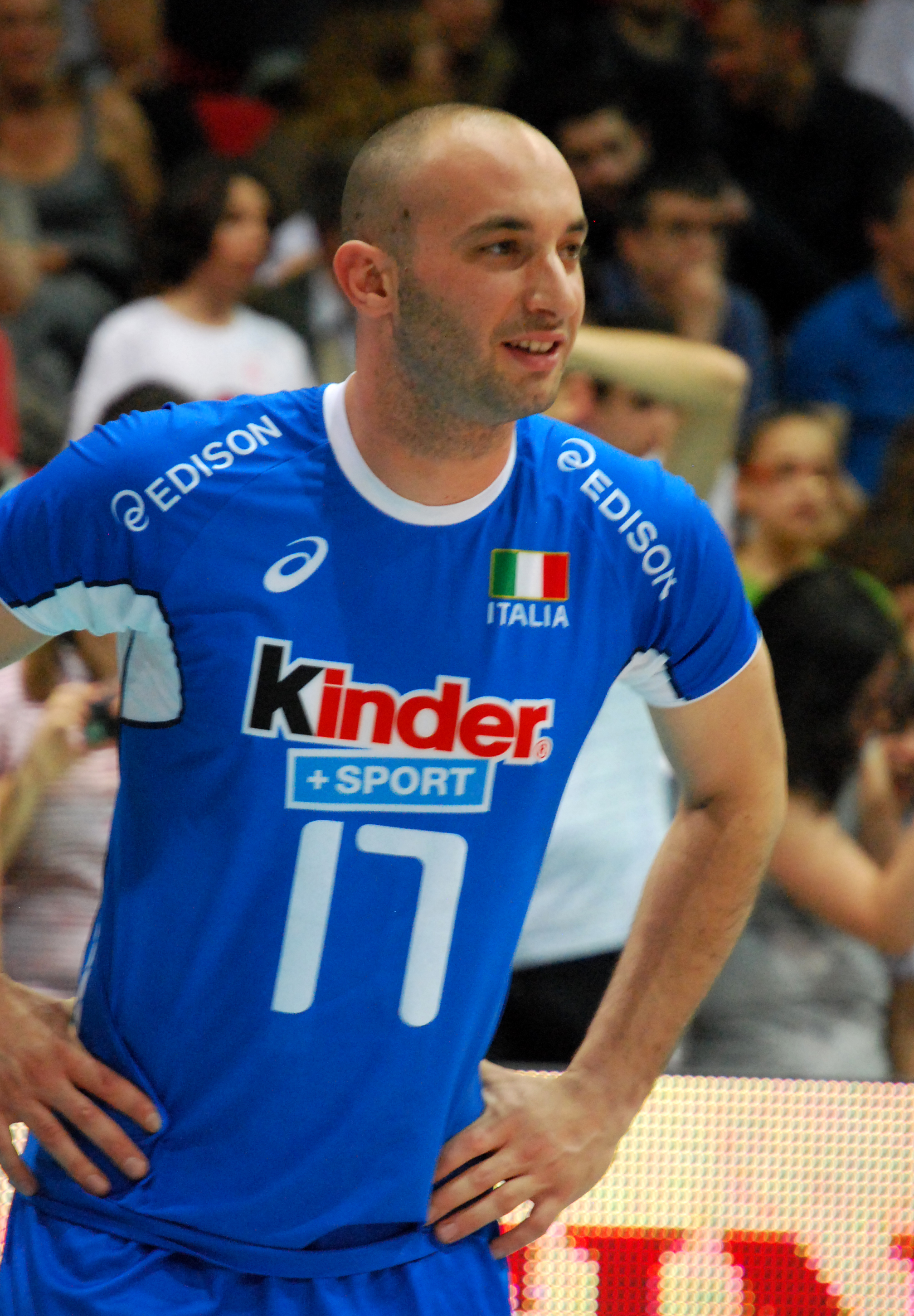
Andrea Giovi reprezentantem Włoch w 2013 roku

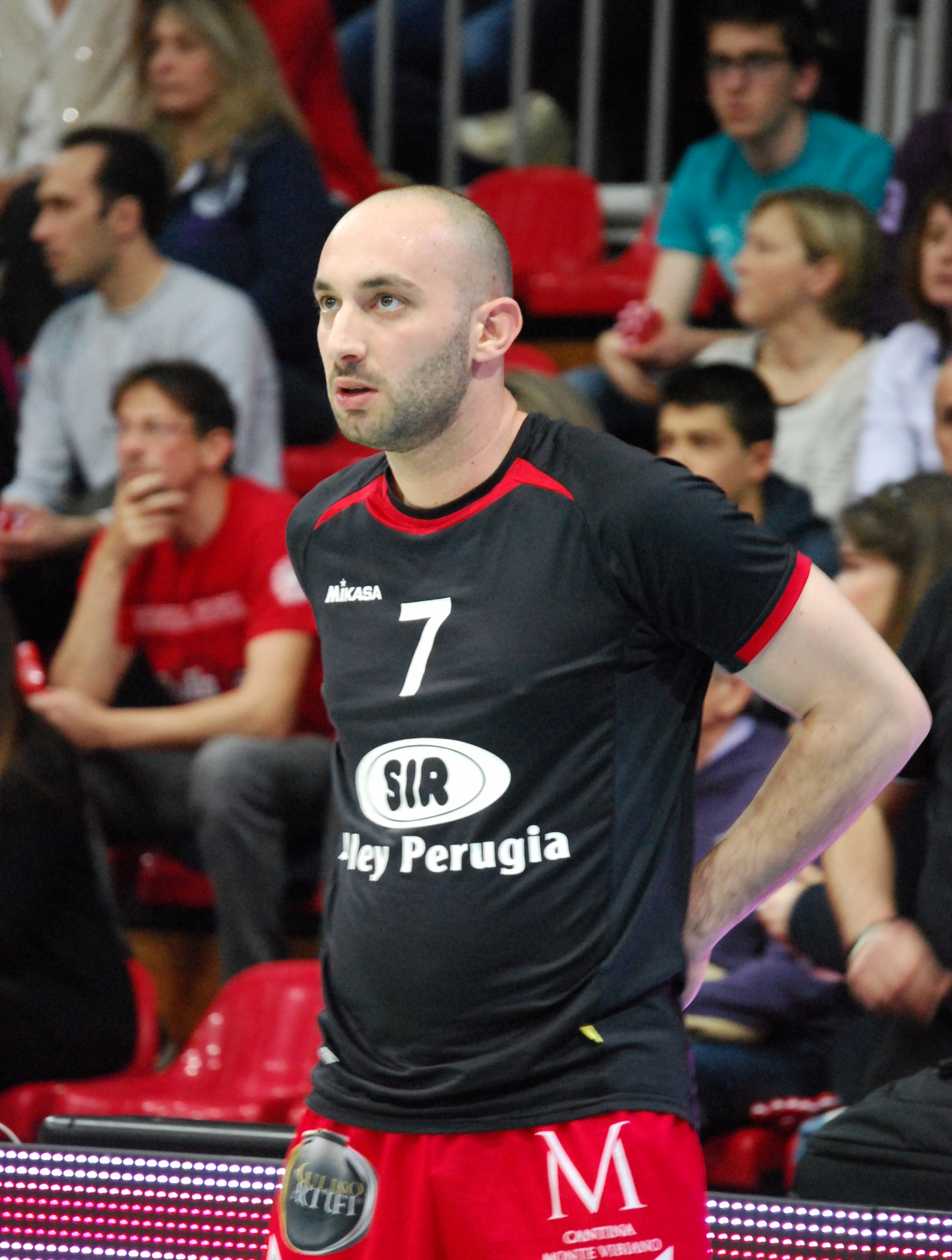
Andrea Giovi zawodnikiem Sir Safety Perugia w sezonie 2013/2014

Andrea Giovi (ur. 19 sierpnia 1983 w Perugii) – włoski siatkarz, reprezentant kraju, grający na pozycji libero. 

## Przebieg kariery
| Kariera seniorska | Kariera seniorska                                 | Kariera seniorska | Kariera seniorska | Kariera seniorska | Kariera seniorska | Kariera seniorska | Kariera seniorska | Kariera seniorska | Kariera seniorska | Kariera seniorska |
| ----------------- | ------------------------------------------------- | ----------------- | ----------------- | ----------------- | ----------------- | ----------------- | ----------------- | ----------------- | ----------------- | ----------------- |
| Lata              | Klub                                              |                   |                   |                   |                   |                   |                   |                   |                   |                   |
| 1997–2003         | CUS Perugia                                       |                   |                   |                   |                   |                   |                   |                   |                   |                   |
| 2003–2005         | RPA-LuigiBacchi.it Perugia                        |                   |                   |                   |                   |                   |                   |                   |                   |                   |
| 2005–2006         | Monini Spoleto                                    |                   |                   |                   |                   |                   |                   |                   |                   |                   |
| 2006–2008         | Famigliulo Corigliano                             |                   |                   |                   |                   |                   |                   |                   |                   |                   |
| 2008–2009         | Lube Banca Marche Macerata                        |                   |                   |                   |                   |                   |                   |                   |                   |                   |
| 2009–2010         | Andreoli Latina                                   |                   |                   |                   |                   |                   |                   |                   |                   |                   |
| 2010–2012         | Energy Resources San Giustino                     |                   |                   |                   |                   |                   |                   |                   |                   |                   |
| 2012–2016         | Sir Safety Perugia                                |                   |                   |                   |                   |                   |                   |                   |                   |                   |
| 2016–2017         | Calzedonia Werona                                 |                   |                   |                   |                   |                   |                   |                   |                   |                   |
| 2017–2019         | Emma Villas Siena                                 |                   |                   |                   |                   |                   |                   |                   |                   |                   |
| Kariera trenerska |                                                   |                   |                   |                   |                   |                   |                   |                   |                   |                   |
| Lata              | Klub                                              |                   |                   |                   |                   |                   |                   |                   |                   |                   |
| 2020–2023         | Bartoccini Fortinfissi Perugia (asystent trenera) |                   |                   |                   |                   |                   |                   |                   |                   |                   |
| 2022–             | Włochy (asystent trenera)                         |                   |                   |                   |                   |                   |                   |                   |                   |                   |
| 2023–             | Bartoccini Fortinfissi Perugia                    |                   |                   |                   |                   |                   |                   |                   |                   |                   |

## Sukcesy klubowe
Liga włoska:
- 2005, 2014, 2016

Superpuchar Włoch:
- 2008

Puchar Włoch:
- 2009

## Sukcesy reprezentacyjne
Igrzyska Śródziemnomorskie:
- 2009

Memoriał Huberta Jerzego Wagnera:
- 2011

Mistrzostwa Europy:
- 2011, 2013

Igrzyska Olimpijskie:
- 2012

Liga Światowa:
- 2013, 2014

## Nagrody indywidualne
- 2011: Najlepszy libero Memoriału Huberta Jerzego Wagnera